# 紅雀號列車
紅雀號列車為美國國鐵經營，運營在伊利諾伊州芝加哥市和紐約州紐約市之間長途城際列車。列車經由美國東海岸及中西部諸多重要都市，如芝加哥、印第安納波利斯、辛辛那提、費城、巴爾的摩、紐約市以及美國首都華盛頓特區，行程1146英里（1844公里），耗時26.5小時，每週三對。“印第安納州號”為“紅雀號”芝加哥至印第安納波利斯段區間車，行程196英里 (315公里)，並填補“紅雀號”的間隙。
2011財年，“紅雀號”共運送11萬人次的旅客，相比2010財年增長3.6%。同年收入總額為7,097,809美元，相比2010財年增長11.3%。

## 歷史
美鐵“紅雀號”繼承歷史上數條客運線路，包括紐約中央鐵路（後賓州中央鐵路）的“詹姆斯·惠特科姆·萊利號”，以及切薩皮克和俄亥俄鐵路的“喬治·華盛頓號”。“詹姆斯·惠特科姆·萊利號”為芝加哥至辛辛那提的全座席日間列車（經印第安納波利斯），“喬治·華盛頓號”則為從辛辛那提開往華盛頓特區及弗吉尼亞州紐波特紐斯的臥鋪列車。在1960年代以前，由於時刻表安排妥當，“喬治·華盛頓號”部分臥舖列車將由“詹姆斯·惠特科姆·萊利號”牽引至芝加哥。旅客不必下車轉乘。1971年美鐵成立後，兩條線路均得到保留。
美鐵成立最初幾年，兩車的運營方式和過去相同。1971年7月12日，從芝加哥至華盛頓特區或紐波特紐斯的聯程座席列車開始運營，9月8日，臥舖車廂也提供聯程服務。由於賓州中央鐵路在印第安納州的路軌缺乏維護，美鐵考慮重新安排線路，並取消“喬治·華盛頓號”的名稱，將兩段線路合二為一。紐波特紐斯區間於1976年取消，這段線路改由“殖民地號”運營。
1977年10月30日，“詹姆斯·惠特科姆·萊利號”改名為“紅雀號”（Cardinal）。英文中Cardinal指一種常見於北美的小鳥，列車所經六個州均以這種小鳥作為州鳥。然而由於印第安納州內糟糕的路軌狀況，列車運營至今被迫數次改道。起先列車使用賓州中央鐵路（或後繼者聯合鐵路）的路軌，後於1980年改用原巴爾的摩與俄亥俄鐵路的線路。
“紅雀”在成立時，線路從華盛頓特區延伸到紐約市。但1981年9月30日延伸段停運，列車依舊以華盛頓特區聯合車站作為終點站。1982年1月8日在國會的壓力下，列車復駛紐約市，但西端則改線經由印第安納州的里士滿和曼西，繞過印第安納波利斯。列車現今運行圖始於1986年4月27日，西段恢復經印第安納波利斯的原線。

### 印第安納州號
“紅雀號”為每周三對，其芝加哥至印第安納波利斯區間開行“印第安納州號”作為區間車填補紅雀號剩下的天數，並且列車時刻表也和“紅雀號”完全一致。每天都有一對列車往來於芝加哥和印第安納波利斯。1987年10月25日，“印第安納州號”頻率提高到每日一對，並且重新安排列車時刻表。1998年7月19日，運行圖又恢復到以前區間車的形態。1999年美鐵將“印第安納州號”延伸至印第安納州傑斐遜維爾（後至肯塔基州路易維爾）並改名為“肯塔基紅雀號”並將頻率提升為每日一對。當“紅雀號”開行時，兩“紅雀”合併成一組從芝加哥聯合車站始發，並在印第安納波利斯聯合車站分離。“肯塔基紅雀號”於2003年7月4日停運。

### 計劃
2010年7月號美國《火車》雜誌披露，美鐵正在考慮改善“紅雀號”運營情況。具體計劃為：
- 將發車頻率提高為每日一對
- 使用美鐵豪華客車
- 終點站從芝加哥改為密蘇里州聖路易斯

此外，美國《鐵道迷和鐵道》雜誌亦披露了聖路易斯改道計劃。但是以支線形式，芝加哥仍在“紅雀號”運行圖中。
2010年10月早期，美鐵終於公布了一個提升“紅雀號”頻率，改善伙食服務和準點率的官方報告。隨後，次年1月《火車》雜誌披露美鐵將不考慮使用豪華客車或啟用聖路易斯線，轉而提出一向新建議：為芝加哥－華盛頓特區區間配備觀景車廂。此外，列車進入芝加哥聯合車站的線路也會更改，以避開貨運繁忙線路。並且沿線車站月台的煤塵也將被清理。
然而，仍有一些限制阻礙“紅雀號”改為每日運行。列車經由“白金漢支線”目前貨運十分繁重，負責運營的私鐵恐不願意增加客車班次。美鐵曾欲新增“綠薔薇總統特快”，但也因這段支線的限制而備受困擾。白金漢支線鐵路公司需要資金以增加側線，提高運量。最終“綠薔薇總統特快”計劃擱淺，“紅雀號”的擴展計劃亦在繼續討論中。

## 列車編組
1990年代早期及以前，“紅雀號”編組方式為當時美鐵的長途列車標準形式：兩台F40s/E60柴油機車，隨後是數節篷車和行李車，數節美鐵客車型座席車，一節美鐵客車型小餐車，一節文物列車型大餐車，2到3節文物列車型臥鋪車，一節經濟型臥舖車，最後一節行李寢車。當豪華客車II開始交付美鐵後，“紅雀號”於1995年起換裝豪華客車系列。此時，由於雙層豪華列車超過東北走廊線隧道以及紐約賓州車站的地下月台的淨空，路線縮短到華盛頓特區聯合車站。此時列車編組為2節臥鋪車，一節大餐車，一節觀景餐車，一節行李座席車，一節雙層座席車。
2002年美鐵發生數起脫軌事故，數輛雙層豪華列車被迫退役。美鐵面臨豪華列車短缺的局面，被迫將“紅雀號”的設備優先劃撥給中西部和西部各線路使用。“紅雀號”重新裝備單層列車並按長途列車予以編組。隨著雙層列車的退出，線路重新延伸到紐約市賓州車站。列車編組有行李車，座席車，臥舖車，小餐車和大餐車。有一陣子由於缺少車底，美鐵被迫增加座席車數量，削減臥舖車和寢車，合併大小餐車，如今，“紅雀號”依舊沒有大餐車和寢車。專用行李車也一度被取消，直至2010年中期才恢復。目前列車由奇異P40DC或P42DC機車牽引，一節文物列車型行李車，一節單層地平線型臥舖車，三節（高峰時期四節）美鐵客車II型長途座席車，以及一節混合式餐車。

## 路線資料
紅雀號經由線路分別屬於美國國鐵，CSX運輸（CSX），諾福克南方鐵路（NS），白金漢支線鐵路（BB），加拿大國家鐵路（CN），聯合太平洋鐵路（UP）和芝加哥通勤鐵路（Metra）：
- 美國國鐵：東北走廊線，紐約市－華盛頓特區
- CSX：RF&P區間，華盛頓特區－亚历山德里亚
- NS：華盛頓特區區間，華盛頓特區－橙市
- BB：橙市線和北山線，橙市－克里夫頓弗奇
- CSX：阿利根尼線，新河線，卡納瓦線，羅素線，北方線，辛辛那提線，辛辛那提終點線，印第安納波利斯線，印第安納波利斯終點線，克劳福兹维尔支線，墨龍線，克里夫頓弗奇－芒斯特
- CN：艾爾斯頓線，芒斯特－桑頓
- UP：格羅夫山莊線，桑頓－81街
- Metra：西南服務線，81街－芝加哥聯合車站。

## 車站
| 州           | 城市           | 車站                   | 接駁 |
| ------------ | -------------- | ---------------------- | --- |
| 伊利諾伊州   | 芝加哥         | 芝加哥聯合車站         | 美鐵： 藍水號，首都特快，卡爾·桑伯格號，加州和風號，新奧爾良城號，帝國建設者號，海華沙服務號，印第安納州號，伊利諾伊人號，伊利諾伊和風號，湖畔特快，林肯服務號，佩雷·馬凱特號，薩盧基犬號，西南酋長號，德州之鷹號，狼獾號，美鐵巴士 CTA巴士： 1，7，14，19，20，X20，X28，56，60，120，121，122，123，124，125，126，128，129，130，151，156，157，192 CTA地鐵站： 克林頓（綠線），昆西（棕線，橙線，粉紅線和紫線） 麥格巴士： M1，M2，M3，M4，M5，M6，M7 Metra： 北方中心線，密爾沃基北線，密爾沃基西線，BNSF線，文物走廊線，西南服務線 |
| 印第安納州   | 戴爾           | 戴爾站                 | 哈蒙德公交線： 紅線（在主街/卡柳梅特街路口） |
| 印第安納州   | 倫斯勒         | 倫斯勒站               | 無 |
| 印第安納州   | 拉法葉         | 拉法葉站               | 灰狗巴士 大拉法葉公共交通集團（CityBus）： 1A，1B，2A，2B，3A，4A，4B，5，6A，6B，7，23 |
| 印第安納州   | 克劳福兹维尔   | 克劳福兹维尔站         | 無 |
| 印第安納州   | 印第安納波利斯 | 印第安納波利斯聯合車站 | 美鐵： 美鐵巴士（伯靈頓城際巴士） 印第安納波利斯公共交通集團： 16 |
| 印第安納州   | 康納斯維爾     | 康納斯維爾站           | 無 |
| 俄亥俄州     | 辛辛那提       | 辛辛那提聯合車站       | 西南俄亥俄地區運輸署： 1 |
| 肯塔基州     | 梅斯維爾       | 梅斯維爾站             | 梅斯維爾公交 |
| 肯塔基州     | 南岸           | 南普茨茅斯-南岸站      | 無 |
| 肯塔基州     | 阿什蘭         | 阿什蘭交通中心         | 灰狗巴士 阿什蘭公交： 所有線路 |
| 西弗吉尼亞州 | 亨廷顿         | 亨廷顿站               | 三州運輸署： 2，4，5，6，10 |
| 西弗吉尼亞州 | 查尔斯顿       | 查尔斯顿站             | 卡納瓦山谷地區交通局： 18路 |
| 西弗吉尼亞州 | 蒙哥馬利       | 蒙哥馬利               | 無 |
| 西弗吉尼亞州 | 瑟蒙德         | 瑟蒙德站               | 無 |
| 西弗吉尼亞州 | 普林斯         | 普林斯站               | 無 |
| 西弗吉尼亞州 | 辛頓           | 辛頓站                 | 無 |
| 西弗吉尼亞州 | 奧爾德森       | 奧爾德森站             | 無 |
| 西弗吉尼亞州 | 白硫磺泉镇     | 白硫磺泉鎮車站         | 無 |
| 弗吉尼亞州   | 克里夫頓弗奇   | 克里夫頓弗奇站         | 無 |
| 弗吉尼亞州   | 斯汤顿         | 斯汤顿站               | 斯汤顿免費公車：' 綠線 CATS： 250（位於斯汤顿遊客中心） |
| 弗吉尼亞州   | 夏洛特斯維爾   | 夏洛特斯維爾聯合車站   | 美鐵： 新月號，東北區域號，美鐵巴士至里士滿和華盛頓特區 灰狗巴士 夏洛特斯維爾公交（CAT）： T，7 |
| 弗吉尼亞州   | 库尔佩珀       | 库尔佩珀聯合車站       | 美國國鐵： 新月號，東北區域號 |
| 弗吉尼亞州   | 马纳萨斯       | 马纳萨斯站             | 美國國鐵： 新月號，東北區域號 弗吉尼亞區域鐵路： 马纳萨斯線 PRTC： 馬納薩斯城市線，OmniLink馬納薩斯線 |
| 弗吉尼亞州   | 亚历山德里亚   | 亚历山德里亚聯合車站   | 美國國鐵： 新月號，東北區域號，銀色流星號，銀星號 VRE： 弗雷德里克斯堡線，马纳萨斯線 華盛頓地鐵： 藍線，黃線 |
| 華盛頓特區   | 華盛頓特區     | 華盛頓特區聯合車站     | 美鐵： Acela 特快，首都特快，卡羅萊納人號，新月號，帕爾梅托號，東北區域號，銀色流星號，銀星號，佛蒙特人號，美鐵巴士至夏洛特斯維爾和弗吉尼亞州 MARC： 布朗斯威克線，坎登線，賓州線 華盛頓地鐵： 紅線 華盛頓城市巴士 勞登縣通勤巴士 OmniRide 弗吉尼亞區域鐵路： 马纳萨斯線，弗雷德里克斯堡線 |
| 馬里蘭州     | 巴爾的摩       | 巴爾的摩賓夕法尼亞車站 | 美鐵： Acela 特快，卡羅萊納人號，新月號，帕爾梅托號，東北區域號，銀色流星號，銀星號，佛蒙特人號 MARC： 賓州線 馬里蘭交通署： 輕軌，3，11，61，64 |
| 特拉華州     | 威尔明顿       | 威尔明顿站             | 美鐵： Acela 特快，卡羅萊納人號，新月號，帕爾梅托號，東北區域號，銀色流星號，銀星號，佛蒙特人號 特拉華公交公司： 2，6，7，10，11，12，20，21，28，32，301 SEPTA區域鐵路： 威尔明顿/紐瓦克線 |
| 賓夕法尼亞州 | 費城           | 費城三十街車站         | 美鐵： Acela特快，卡羅萊納人號，新月號，基石服務號，帕爾梅托號，賓夕法尼亞人號，銀色流星號，銀星號，佛蒙特人號 新澤西公共交通公司： 大西洋城線 SEPTA城市巴士： 市場－法蘭克福線，SEPTA地鐵和路面電車線（10路，11路，13路，34路，36路），9路，30路，31路，44路，62路，121路，316路 SEPTA市郊巴士： 124路，125路 SEPTA區域鐵路： 機場線，沃明斯特線，威爾明頓/紐瓦克線，西特倫頓線，米堤亞/埃爾溫線，蘭斯代爾/多伊爾斯敦線，泡利/索恩代爾線，馬納揚克/諾里斯敦線，辛維線，特倫頓線，切斯納特山東線，切斯納特山西線，追狐線                 |
| 新澤西州     | 特伦顿         | 特伦顿站               | 美鐵： Acela特快，卡羅萊納人號，新月號，基石服務號，賓夕法尼亞人號，銀星號，銀色流星號，佛蒙特人號 新泽西公共交通公司： 東北走廊線，河線，409，418，600，601，604，606，608，609，611，619 SEPTA區域鐵路： 特伦顿線 SEPTA 市郊巴士： 127 |
| 新澤西州     | 纽瓦克         | 纽瓦克賓州車站         | 美鐵： Acela特快，卡羅萊納人號，新月號，基石服務號，賓夕法尼亞人號，銀色流星號，銀星號，佛蒙特人號 新澤西公交公司： 纽瓦克地鐵，紐瓦克輕軌，北澤西海岸線，東北走廊線，Raritan Valley Line，1，5，21，34，40，62，67，70，71，72，73，75，76，78，79，108，308，319 PATH： 紐瓦克世貿中心線 美國大巴： 31，44 |
| 紐約州       | 紐約市         | 賓州車站               | 美鐵： Acela特快，阿迪朗達克號，卡羅萊納人號，新月號，伊珊·艾倫特快，基石服務號，湖畔特快，楓葉號，東北走廊號，帕爾梅托號，賓夕法尼亞人號，銀色流星號，銀星號，佛蒙特人號 LIRR： 長島主線 新澤西捷運： 北澤西海岸線，東北走廊線，格萊斯頓支線，蒙特克萊爾-波頓線，莫里斯鎮線 紐約地鐵： 1，2與3 A，C，與E 線 紐約巴士： M4，M7，M20，M34/M34A，Q32 |

## 客运量
|      | 客运量  | 同比变化 | 车票收入    | 同比变化 |
| ---- | ------- | -------- | ----------- | -------- |
| 2007 | 193,748 | -        | $14,877,428 | -        |
| 2008 | 216,350 | ▲011.66% | $17,431,949 | ▲017.17% |
| 2009 | 215,371 | ▼00.45%  | $17,581,767 | ▲00.85%  |
| 2010 | 218,956 | ▲01.66%  | $18,578,926 | ▲05.67%  |
| 2011 | 226,597 | ▲03.48%  | $20,312,544 | ▲09.33%  |
| 2012 | 226,884 | ▲00.12%  | $20,480,182 | ▲00.82%  |
| 2013 | 229,668 | ▲01.22%  | $21,373,833 | ▲04.36%  |
| 2014 | 235,926 | ▲02.72%  | $20,591,711 | ▼03.65%  |
| 2015 | 226,240 | ▼04.1%   | $19,103,951 | ▼07.22%  |
| 2016 | 228,444 | ▲00.97%  | $18,973,626 | ▼00.68%  |
| 2017 | 231,000 | ▲01.11%  | -           | -        |
| 2018 | 219,033 | ▼05.18%  | -           | -        |
| 2019 | 209,578 | ▼04.31%  | -           | -        |
| 2020 | 63,223  | ▼040.0%  | -           | -        |
| 2021 | 69,098  | ▲09.3%   | -           | -        |
| 2022 | 80,322  | ▲016.2%  | -           | -        |

## 相關鏈接
- 美鐵－紅雀號/印第安納州號
- 美鐵2010年10月關於“紅雀號”的官方報告 （页面存档备份，存于）